# Wyścigowe Mistrzostwa Węgier 1969
1969 – sezon wyścigowych mistrzostw Węgier.